# Вино из одуванчиков (фильм)
«Вино́ из одува́нчиков» («Притяжение солнца») — четырёхсерийный телевизионный художественный фильм 1997 года по мотивам одноимённого романа Рэя Брэдбери.
Последняя работа в кино актёра Иннокентия Смоктуновского (умер до завершения работы над фильмом, его роль — полковник Фрилей — была озвучена Сергеем Безруковым). Также фильм стал последним и для актрисы Лидии Драновской.

## Сюжет
Действие фильма разворачивается в середине XX века в небольшом американском городке. Центральный персонаж — двенадцатилетний Дуглас Сполдинг, вдумчивый, любознательный и глубоко чувствующий мальчик с богатой фантазией. Несколько поколений его семьи живут под одной крышей. А дедушка и бабушка делают из одуванчиков особенное вино, хранящее в себе воспоминания о летних днях...
Первая часть
Изобретатель Лео, живущий в американской глубинке, дни напролёт сидя в курятнике, разрабатывает свою «машину счастья», чем вызывает гнев жены Лины. Ей давно надоело мужнино творчество, она даже собирается уйти из дому. Лео настаивает, чтобы она-таки испытала его машину. Наконец, Лина решается на эксперимент, говоря: «Должна же я знать, о чём прошу судьбу», — и это коренным образом меняет ситуацию…
Вторая часть
Компания мальчишек идёт к дому, в котором некогда жила гадалка мадам Таро и где сейчас под присмотром мистера Мрака находится гадальный автомат, изображающий её. Один из мальчиков опускает в него пенни, но ему выпадает пустой билет без какого-либо предсказания. Машина сломалась. Мальчик предполагает, что ей требуется помощь и спасение от мистера Мрака.
Друзья мечтают о машине времени, а в реальной жизни в другой мир их уносят рассказы старого полковника Фрилея, который живёт прошлым. Его рассказы и есть та «машина времени», которая переносит людей в прошлое. А тем временем полковник, невзирая на запрет,  из последних сил набирает номер своего старого друга, живущего в Мехико, чтобы в телефонной трубке услышать шум города, в котором он провёл молодость...
Третья часть
Четвёртая часть

## В ролях
- Андрей Новиков — Дуглас Сполдинг
- Сергей Кузнецов — Том Сполдинг
- Вера Васильева — бабушка Эстер Сполдинг
- Владимир Зельдин —   дедушка Сполдинг (роль озвучена другим актёром)
- Лия Ахеджакова — Лина Ауфман
- Евгений Герчаков — Лео Ауфман, изобретатель
- Лидия Драновская — миссис Парсонс, прабабушка
- Томас Урбшас — жених прабабушки (озвучивал Вячеслав Баранов)
- Иннокентий Смоктуновский — полковник Фрилей (озвучивал Сергей Безруков)
- Нора Грякалова — тётя Роза
- Николай Чиндяйкин — пьяный смотритель аттракционов
- Лев Перфилов — мистер Джонас
- Сергей Супонев — отец Тома и Дугласа (озвучивал Игорь Тарадайкин)
- Валентина Прокофьева — сиделка
- Нина Алисова — эпизод

## Съёмочная группа
- Авторы сценария: Игорь Апасян, Алексей Леонтьев
- Режиссёр: Игорь Апасян
- Оператор-постановщик: Александр Носовский
- Художник-постановщик: Сергей Карпенко
- Композитор: Шандор Каллош
- Мастер света: Логвинов, Валерий Александрович

## Технические данные
- Производство: Киностудия «Гамаюн» (Москва) при участии киностудии «Одиссей» (Одесса); ООО «Фирма-студия Благовест».
- Художественный фильм, цветной.
- Ограничение по возрасту: для любой зрительской аудитории.
- Прокатное удостоверение № 21198903 от 24.11.2003 г.
- Первый показ по центральному ТВ: Телеканал «Русский Иллюзион» 16.01.2006 — 20.01.2006
- Издание на VHS: 1 VHS, звук 2.0, PAL, издатель: «Моствидеофильм»
- Издание на DVD: 1 DVD, звук 5.1, PAL, 5-я зона, без субтитров, издатель: «МостВидеоФильм» 2004 г.

## Награды
- Приз «За самый мудрый фильм» (Фестиваль детского кино в Артеке, 1998)
- Приз «Фильм, который бы я взял с собою в космос» (Фестиваль детского кино в ВДЦ «Орлёнок», 1999)
- Специальный приз «Золотая ладья» (Кинофестиваль «Окно в Европу», Выборг, 2000)
- Приз «За лучший телевизионный фильм» (ТВ фестиваль «Евразийский телефорум», Москва, 2000)